# Orthocentrus tuberculatus
Orthocentrus tuberculatus är en stekelart som beskrevs av Carl Gustav Alexander Brischke 1891. Orthocentrus tuberculatus ingår i släktet Orthocentrus och familjen brokparasitsteklar. Inga underarter finns listade i Catalogue of Life.